# Boyd County (Nebraska)
Das Boyd County ist ein County im US-Bundesstaat Nebraska. Der Verwaltungssitz (County Seat) ist Butte, das nach der felsigen Umgebung benannt wurde.

## Geographie
Das County liegt im Nordosten von Nebraska, an der Grenze zu South Dakota und hat eine Fläche von 1410 Quadratkilometern, wovon 12 Quadratkilometer Wasserfläche sind. Es grenzt an folgende Countys:
| Gregory County (South Dakota) |                                 |                                   |
| Keya Paha County              | Compasskarte mit Windrichtungen | Charles Mix County (South Dakota) |
| Rock County                   | Holt County                     | Knox County                       |

## Geschichte

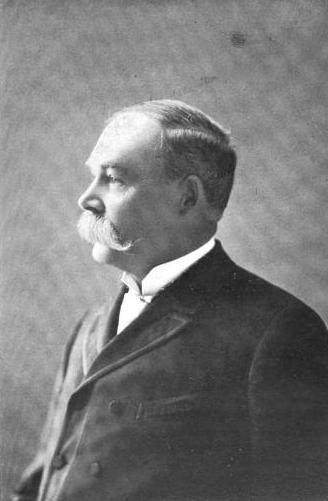
James E. Boyd

Das Boyd County wurde 1891 aus Indianerland und aus Teilen des Holt Countys gebildet. Benannt wurde es nach James E. Boyd (1834–1906), einem früheren Gouverneur von Nebraska (1891–1893).
Sechs Bauwerke und Stätten des Countys sind im National Register of Historic Places eingetragen (Stand 10. Februar 2018).

## Demografische Daten

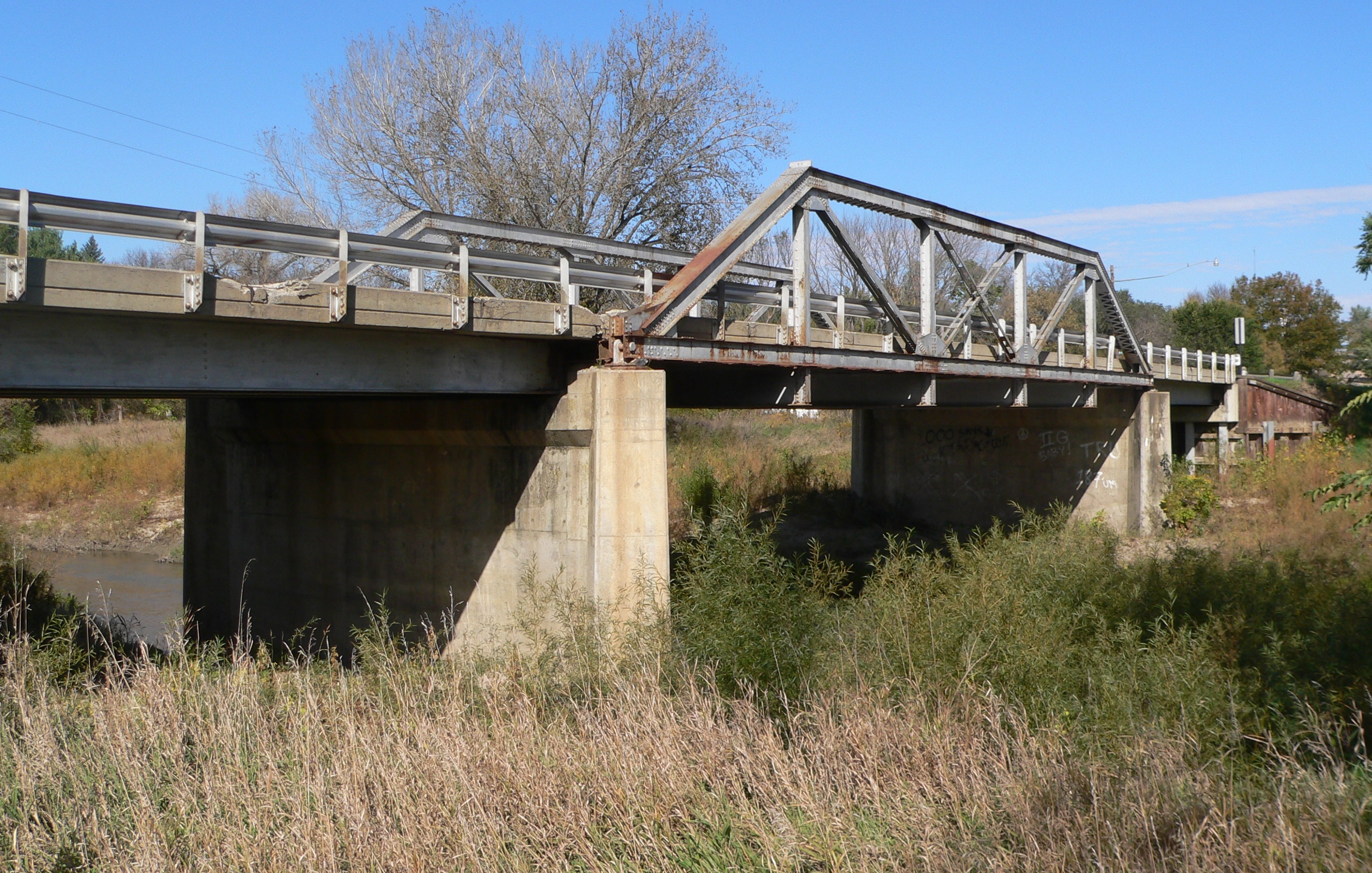
Die Ponca Creek Bridge, gelistet im NRHP

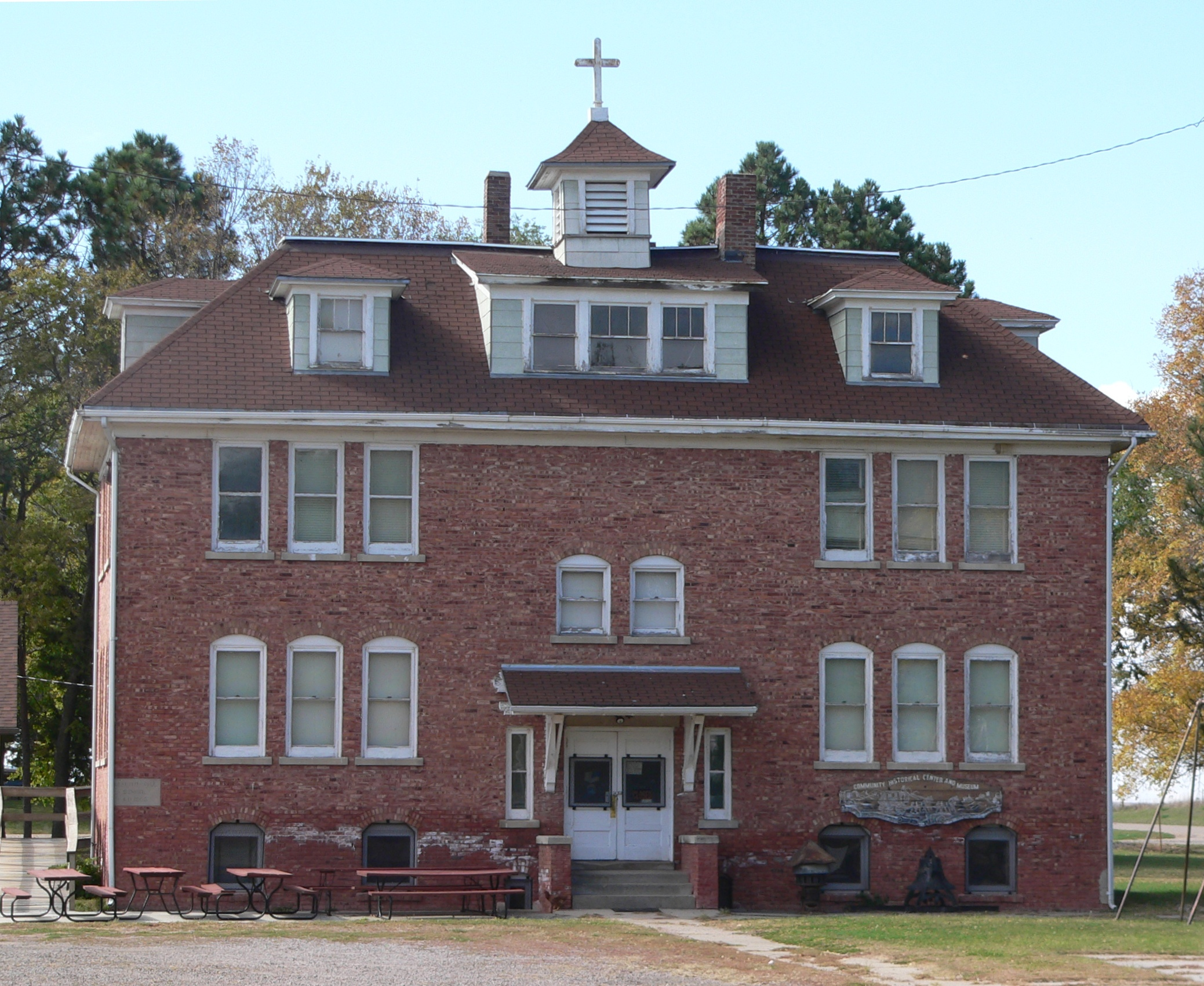
SS Peter & Paul Catholic School, gelistet im NRHP

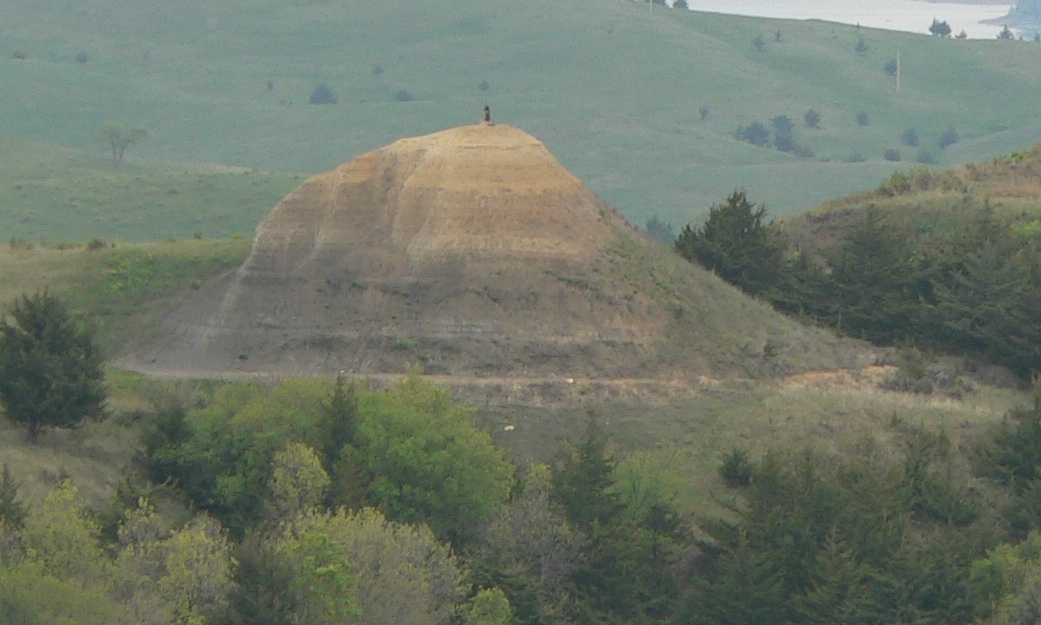
The Tower, gelistet im NRHP

Nach der Volkszählung im Jahr 2000 lebten im Boyd County 2438 Menschen in 1014 Haushalten und 670 Familien. Die Bevölkerungsdichte betrug 2 Einwohner pro Quadratkilometer. Ethnisch betrachtet setzte sich die Bevölkerung zusammen aus 98,89 Prozent Weißen, 0,00 Prozent Afroamerikanern, 0,57 Prozent amerikanischen Ureinwohnern und 0,16 Prozent Asiaten; 0,37 Prozent stammten von zwei oder mehr Ethnien ab. 0,08 Prozent der Bevölkerung waren spanischer oder lateinamerikanischer Abstammung, die verschiedenen der genannten Gruppen angehörten.
Von den 1014 Haushalten hatten 29,0 Prozent Kinder und Jugendliche unter 18 Jahre, die bei ihnen lebten. 59,4 Prozent waren verheiratete, zusammenlebende Paare, 3,7 Prozent waren allein erziehende Mütter, 33,9 Prozent waren keine Familien, 32,0 Prozent waren Singlehaushalte und in 19,6 Prozent lebten Menschen im Alter von 65 Jahren oder darüber. Die Durchschnittshaushaltsgröße lag bei 2,36 und die durchschnittliche Familiengröße bei 2,98 Personen.
Auf das gesamte County bezogen setzte sich die Bevölkerung zusammen aus 25,0 Prozent Einwohnern unter 18 Jahren, 5,4 Prozent zwischen 18 und 24 Jahren, 21,2 Prozent zwischen 25 und 44 Jahren, 24,1 Prozent zwischen 45 und 64 Jahren und 24,3 Prozent waren 65 Jahre alt oder darüber. Das Durchschnittsalter betrug 44 Jahre. Auf 100 weibliche kamen statistisch 93,3 männliche Personen. Auf 100 Frauen im Alter von 18 Jahren oder darüber kamen statistisch 94,6 Männer.

Das jährliche Durchschnittseinkommen eines Haushalts betrug 26.075 USD, das Durchschnittseinkommen der Familien betrug 32.000 USD. Männer hatten ein Durchschnittseinkommen von 20.859 USD, Frauen 17.688 USD. Das Prokopfeinkommen betrug 13.840 USD. 12,9 Prozent der Familien und 15,2 Prozent der Bevölkerung lebten unterhalb der Armutsgrenze. Davon waren 19,6 Prozent Kinder oder Jugendliche unter 18 Jahre und 11,2 Prozent waren Menschen über 65 Jahre.

## Städte und Gemeinden
| - Anoka - Bristow | - Butte - Gross | - Lynch - Monowi | - Naper - Spencer |

Townships
- Basin Township
- Bristow Township
- Bush Township
- Butte Township
- Lynch Township
- McCulley Township
- Morton Township
- Mullen Township
- Spencer Township